# Айский говор
Айский говор — один из говоров восточного диалекта башкирского языка. Распространён в северо-восточной части Башкирии по бассейнам рек Ай, Юрюзань и Ик.

## Описание
Айский говор входит в состав восточного (куваканского) диалекта башкирского языка. Внутри этого говора выделяют дуван-мечетлинский, лагеровский, лапасский и петрушкинский подговоры.
Для айского говора характерен переход сочетания «өй» в гласный «ү» («өйрәк» (утка) — диал. «үрҙәк», «һөйрәтеү» (тащить) — һ[ү]рәтеү) и употребление согласного «ж» вместо «й» («мәрйен» (жемчуг) — диал. «мәр[ж]ен», «йәйәү» (пешком) — [ж]әйәү).